# 尹斗緒
尹斗緒（1668年—1715年），朝鲜王朝時代畫家，學者，大學者尹善道之孫:195。
尹斗绪是朝鲜王朝后期风俗画的开创人，以朝鲜17世纪传统画风描绘写实性风俗画。他的画风后被其子孙和弟子传承。18世纪，朝鲜风俗画发展到顶峰:190-191。
他通過科舉但没成為官吏，而是專心學習儒學和畫畫，他的自畫像被視為韓國藝術的傑作之一，而他的鳥獸畫也十分有名。

## 作品集

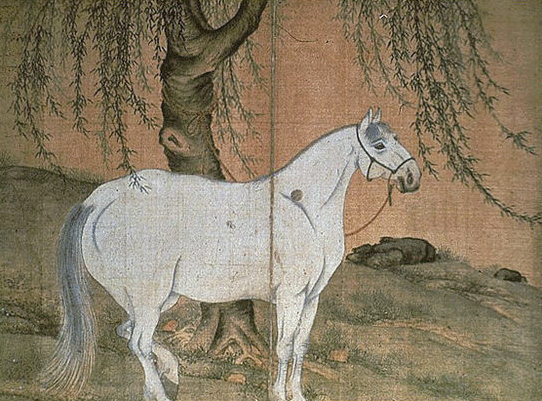
White horse under the willow (유하백마도)
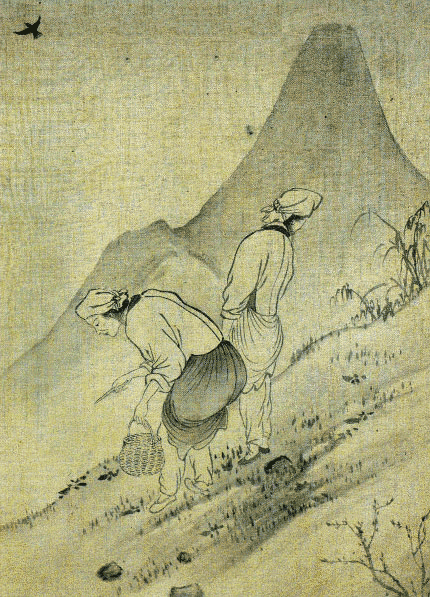
Women Picking Edible Plants
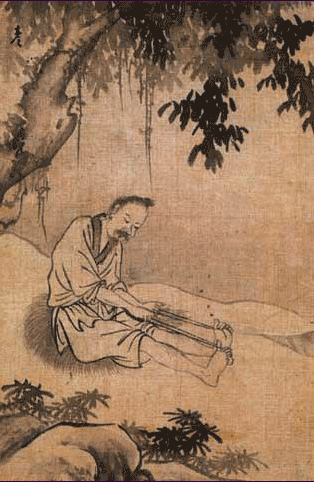
Old Man Making Straw Shoes
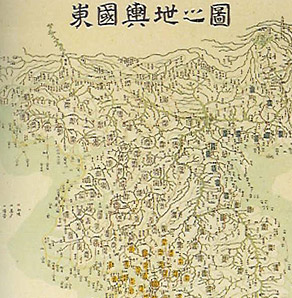
Dongguk yeoji jido (동국여지지도) drawn by Yun Duseo